# Super Mario Bros. 2
Super Mario Bros. 2 este un joc 2D de tip platformer dezvoltat și publicat de Nintendo pentru consola NES. Inițial, jocul trebuia să fie lansat sub numele de Yume Kojo Doki-Doki Panic!, dar personajele au fost schimbate cu unele din universul Mario, mai puțin inamicii. Jocul a fost lansat pe data de 9 noiembrie 1988 în America de Nord, dar a ajuns foarte popular și a fost lansat și în Japonia pe data de 14 septembrie 1992.

## Personaje

### Personaje principale
- Mario - el este personajul principal
- Luigi - fratele lui Mario are salturi mai lungi și înalte, dar alunecă atunci când se oprește din alergat
- Princess Toadstool / Princess Peach - ea poate pluti în aer câteva secunde, dar are viteza mică

- Toad - el aleargă mai repede decât toți ceilalți (chiar și când cară ceva), dar salturile lui sunt cele mai proaste dintre toate personajele